# Поморско ратовање у Првом светском рату
Рат на мору током Првог светског рата паралелно је вођен са операцијама на копну. Савезничке трупе, захваљујући својој надмоћности, били у стању да осигурају своје међусобне комуникације, да одрже везе са колонијама, као и да наставе скоро све трговачке везе са неутралним државама. Поред тога они су, све време Првог светског рата успевали да пребацују на фронт огромне количине сировина за снабдевање војске и индустрије, а да, било ради помоћи или изненадних напада и извођења војних операција за потребе по разним фронтовима на копну, обезбеђују манервисање и транспорт трупа.
Све то се односи пре свега на брзо пребацивање два милиона Американаца, на извођење Дарданелске експедиције, пребацивање Српске војске на Крф, Бизерту и Солун, Енглеске војске у Египат и Месопотамију, Руске и Португалске војске на Западни фронт, као и непрегледних контингената француско-британских колонијалних трупа. Савезничка флота је успешно уклањала – кидала непријатељске подморске каблове, а захваљујући својој војној премоћи на мору, Савезници су блокирали и све приступе непријатеља ка његовим колонијама, освојили његове колоније, па и на тај начин знатно умањили његову снагу.

## Трка у наоружању
Пре почетка Првог светског рата трајала је својеврсна трка у наоружању и то понајвише између Британије и Немачке. Британија је суверено владала морима, али се осећало да Немачка убрзано гради своју морнарицу. Поморска трка између Британије и Немачке се интензивирала 1906, поринућем брода ХМС Дреднот, револуционарног пловила чија је величина и сила учинила претходне бојне бродове застарелим. Британија је такође одржавала велико вођство у другим морнаричким областима, посебно над Немачком и Италијом. Пол Кенеди је истакао да су обе земље веровале у тезу Алфреда Тајера Мејхана (енгл. Alfred Thayer Mahan) о управљању морем, као виталним за статус државе; искуство са крстаричким ратом (фр. guerre de course) је показало да Мејхан није био у праву.
Након поринућа ХМС Дреднота, Британија и Немачка су се концентрисале на прављењу бојних бродова сличних димензија и тонаже. До почетка рата Британија је укупно поринула 29, а Немачка 17 бојних бродова типа дреднот.

## Стање флоте на почетку рата
| ВРСТА РАТНИХ БРОДОВА | УК  | Француска | Русија | Немачка | Аустроугарска |
| Дредноти             | 31  | 28        | 7      | 20      | 4             |
| Предредноти          | 30  | 18        | 8-10   | 20      | 9             |
| Оклопни крсташи      | 34  | 22        | 6      | 9       | 3             |
| Бојни крсташи        | 11  |           |        | 7       |               |
| Заштићене крстарице  | 36  |           | 9      | 41      | 4             |
| Разарачи             | 314 | 88        |        | 177     | 25            |
| Торпиљарке           | 100 | 141       | 311    | 32      | 73            |
| Подморнице           | 98  | 69        | 29     | 42      | 14            |
| -------------------- | --- | --------- | ------ | ------- | ------------- |

Поред ових држава одређене флоте имао је Јапан и Турска али су имали само неколико симболичних учешћа у борбама.

## Бојишта

### Северно море
Северно море је због своје позиције било најзначајније поморско бојиште током Првог светског рата. Британска флота је била бројнија од Немачке и могла је да спроводи блокаду Немачке чиме ју је одсекла од прекоморских територија и ресурса. Главне битке су биле битка у Хелголандском заливу, битка код Догер Бенка, Јиландска битка и Друга битка у Хелголандском заливу. Генерално, Британија је уз доста мука успевала да одржи блокаду Немачке и тиме отежа положај Централних сила.

### Ламанш
Канал Ламанш играо је изузетну улогу у снабдевању Француске и пребацивању Британских трупа на тле Континенталне Европе. Британски адмиралитет је у Ламаншу држао мање бродове а већи су се налазили на улазу и излазу чиме је Ламанш блокиран за јаче ударе. Велика опасност за Савезнике се огледала у томе што се у Ламаншу налазаила највећа концентрација трговачких бродова и сваки улазак Немачке морнарице резултовао би огромном штетом у ратном материјалу.
Претња подморницама је постојала али је Британски адмиралитет није увиђао значанију улогу подморница. Немачка висока команда се према подморницама односила као према „експерименталним пловилима“ Иако је Ламанш био главна артерија Савезника, никада није био директно нападнут од стране Немачке.

### Атлантик
Иако је Немачка била погођена блокадом, Британија је у много већој мери зависила од ресурса који су долазили од прекоморских земаља. Немачке подморнице биле су доста успешне у борби са трговачким бродовима.
У 1915. години Немачка је прогласила блокаду Британије. Подморнице су потапале стотине савезничких трговачких бродова што је резултовало и великим бројем цивилних жртава. Циљеви подморница су често били и бродови неутралних земаља што је умногоме утицало да се код неутралних држава створи негативна слика о силама Осовине као што је случај код САД и Бразила.
Почетком 1917. године Немачка је увела безгранично ратовање подморницама, укључујући и нападе без упозорења у „ратној зони“. Ово је био главни разлог за улазак у рат САД против Немачке.
Кампања подморницама потопила је готово половину укупне Британске поморничке флоте и изазвала велике потешкоће у снабдевању. Транспорт је најпре почео да се спроводи у групи, пловидба није смела да буде праволинијска већ „цик-цак“, а онда је уведена и заштита. Немачка морнарица је на груписање транспорта реаговала груписањем подморница тако да је спроводила тактику „вучјег чопора“ којим су покушавали да разбију групе транспорта.

### Медитеран
Нешто мање операције и битке десиле су се на Медитерану између Немачке, Аустроугарске са морнарицама Француске, Британије, Италије и Јапана. Морнарица Турске је бранила само Турско приобаље и учествовала је у борбама код Дарданела.
Главни напад Савезника је био покушај да се Турска избаци из рата нападом на Истанбул у 1915. године што се завршило неуспехом у битки код Галипоља.

### Црно море
Главне супротстављене силе у Црном мору су биле Русија и Турска. Руска морнарица је била бројнија и модернија, а Турска је добила неколико већих бродова пред почетак рата као Немачку помоћ од којих је најубојитији био „Гоебен“. Руска црноморска флота је првенствено давала подршку Руској кампањи на Кавказу. Немачком броду „Гоебен“ су после две године ратовања биле потребне поправке на мотору које Турска није могла да обави. На другој страни Руси су завршили велики брод „Императрица Марија“ који је могао да се супротстави „Гоебену“. Након ових промена Русија је успела да успостави контролу над Црним морем до колапса Царске Русије 1917. године.

### Балтичко море
Главни такмаци у Балтичком мору су били Немачка и Русија, док су британске подморнице помагале Руској морнарици. С обзиром да је Немачка флота била модернија и бројнија, Русија је играла одбрамбену улогу.
Значајни догађај за Савезнике се десио 26. августа 1914. године када се немачки бојни крсташ „Магдебург“ заглавио у Финском заливу услед велике магле. Руска морнарица је успела да зароби књигу шифри и преда је Британцима.

### Океани
Почетак рата 1914. затекао је немачку Крстаричку ескадру адмирала фон Шпеа на Далеком истоку, и већи број немачких крстарица и помоћних крстарица на Индијском, Тихом и Атлантском океану, који су започели крстарички рат против савезничког поморског саобраћаја. Већина ових бродова била је потопљена до пролећа 1915: иако су потопили око 0.5% укупне тонаже британских трговачких бродова, њихова активност није битно утицала на исход рата.